# Ducado de Sajonia-Coburgo-Saalfeld
Sajonia-Coburgo-Saalfeld fue un antiguo ducado situado en el actual estado federado de Turingia, perteneciente a los llamados Ducados Ernestinos, ya que eran gobernados por duques de la línea Ernestina de la casa sajona de los Wettin. 
Se constituye el Ducado de Sajonia-Saalfeld para Juan Ernesto, el hijo menor de Ernesto I el Piadoso en 1680. Cuando muere su hermano Alberto en 1699, hereda también el Ducado de Sajonia-Coburgo y así permanecen unidos hasta 1826, cuando su soberano Ernesto I adquiere el ducado de Sajonia-Gotha, uniéndolo a Coburgo y cediendo Saalfeld a Bernardo II de Sajonia-Meiningen-Hildburghausen.

## Duques de Sajonia-Coburgo-Saalfeld

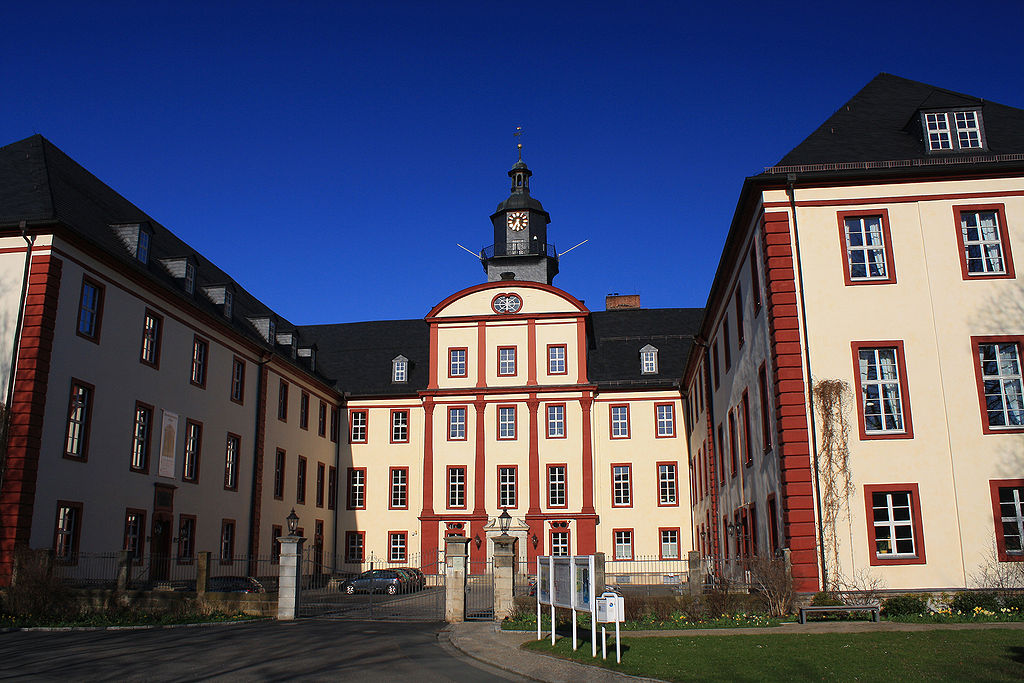
Palacio de Saalfeld, construido después de 1677 como la residencia ducal.

- Juan Ernesto Dº de Sajonia-Saalfeld (1680-1699), Dº de Sajonia-Coburgo-Saalfeld (1699-1729)
- Cristián Ernesto (1729-1745) junto con:
  - Francisco Josías (1729-1764)
- Ernesto Federico (1764-1800)
- Francisco Federico (1800-1806)
- Ernesto I (1806-1826)

- El ducado se divide: Coburgo pasa a Sajonia-Coburgo-Gotha y Saalfeld pasa a Sajonia-Meiningen-Hildburghausen

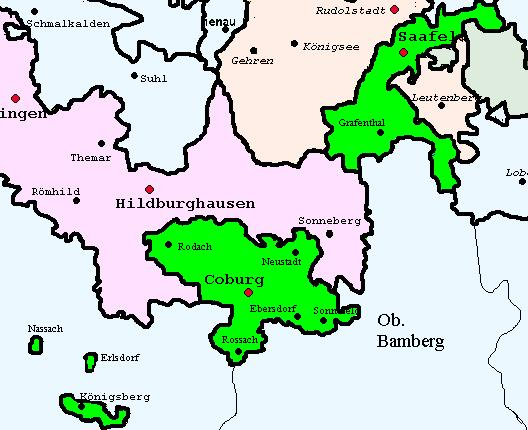
Ducado de Sajonia-Coburgo-Saalfeld (en verde).

- Datos: Q700663
- Multimedia: Saxe-Coburg-Saalfeld / Q700663